# Gardanne
Gardanne ist eine französische Gemeinde mit 21.534 Einwohnern (Stand 1. Januar 2022) im Département Bouches-du-Rhône im Süden Frankreichs. Sie liegt nahe Aix-en-Provence und Marseille an der Bahnlinie, die beide Städte verbindet.

## Geschichte

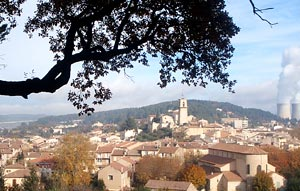
Gardanne

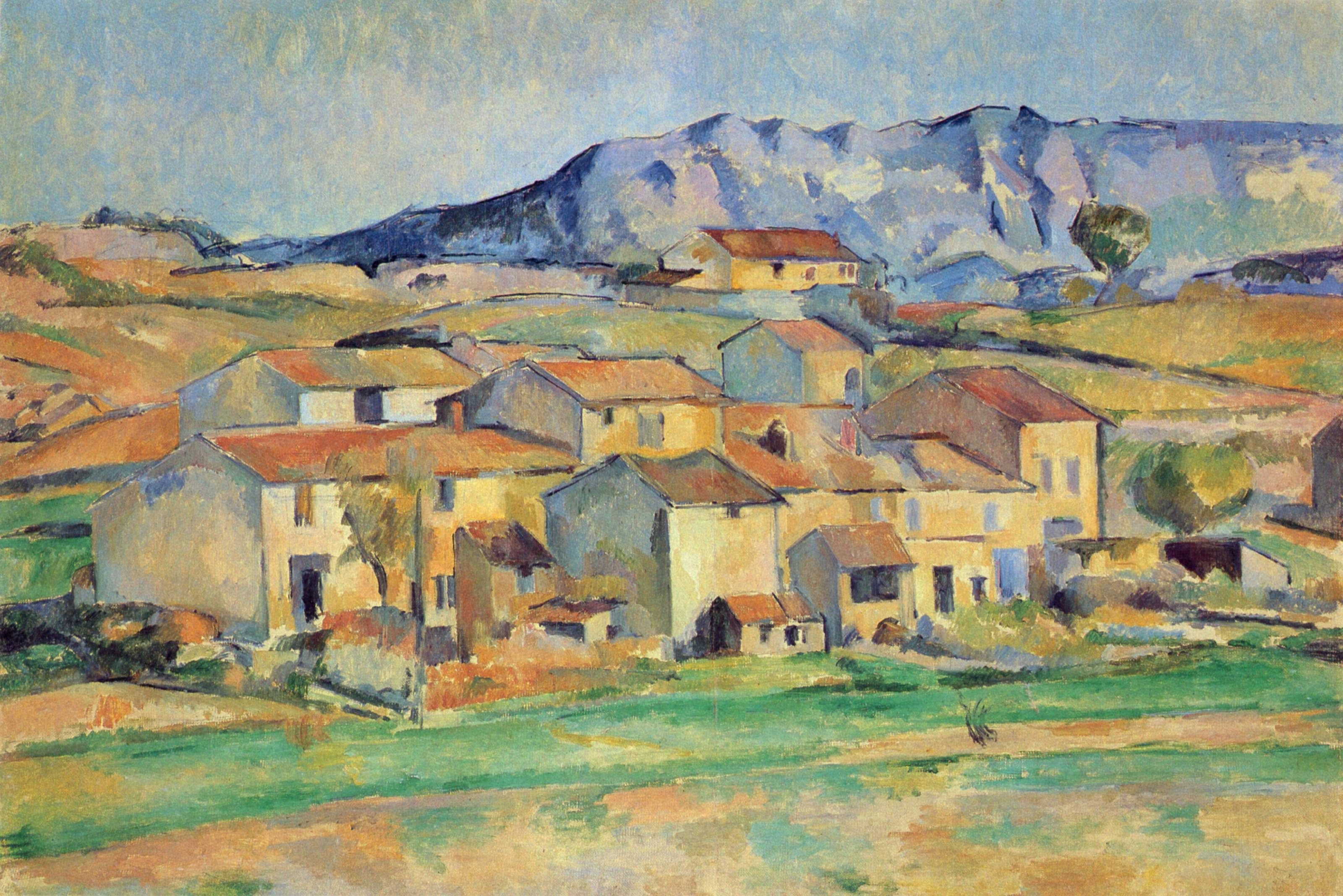
Paul Cézanne: Montagne Sainte-Victoire, von der Umgebung bei Gardanne aus gesehen, National Gallery of Art, Washington (D.C.), 1886–90

Mauerreste aus dem 1. Jahrhundert nach Christus belegen die Besiedlung des Orts schon zur Römerzeit. Im Jahr 1454 erwarb René d’Anjou das Gelände und war Eigentümer bis zu seinem Tod im Jahr 1480. Die Familie Forbin kaufte das Gebiet im Jahr 1482, und 1676 erwarben die Bewohner das Land.
Ab Ende des 17. Jahrhunderts wurden die Kohlevorkommen um Gardanne im Tagebauverfahren erschlossen. Zunächst wurde die Kohle vorwiegend lokal als Brennstoff anstelle von Holz verwendet, ehe im 19. Jahrhundert Gewerbebetriebe aus Marseille zu wichtigen Abnehmern erwuchsen.
In der zweiten Hälfte des 19. Jahrhunderts entwickelte sich Gardanne mit der Eröffnung eines Aluminiumwerks des Pechiney-Konzerns und der Abteufung eines Kohlebergwerks im Ortsteil Biver zu einem Industriestandort, der mit Eröffnung der Strecke Aix-en-Provence–Marseille am 15. Oktober 1877 Anschluss an das Eisenbahnnetz erhielt. Binnen weniger Jahrzehnte vervielfachte sich die Einwohnerzahl des Ortes, wozu auch der Zuzug von Italienern, Armeniern, Polen, Tschechen, Spaniern und Afrikanern beitrug, die sich dort als Arbeiter verdingten. 1809 wurden 1.600 Einwohner verzeichnet, im Jahr 1900 3.500 und 1946 8.000. Das Bergwerk, eines der letzten in Frankreich, wurde im Jahr 2003 geschlossen.
In Gardanne entstanden in den 1880er Jahren mehrere Gemälde Paul Cézannes, der sich hier einige Monate aufhielt.
Seit 1977 ist die Gemeinde Gardanne von der Kommunistischen Partei Frankreichs unter Roger Meï regiert. Wahlen gehen vorzugsweise zugunsten des linken Flügels aus. Im Gegensatz hierzu gelang es Nicolas Sarkozy im Jahr 2007, 53,1 Prozent bei der zweiten Wahlrunde zur Präsidentschaftskandidatur zu erreichen.

## Bevölkerungsentwicklung
| Jahr                       | 1962   | 1968   | 1975   | 1982   | 1990   | 1999   | 2006   | 2016   |
| Einwohner                  | 11.261 | 12.601 | 14.120 | 15.122 | 17.864 | 19.323 | 21.062 | 20.407 |
| Quellen: Cassini und INSEE |        |        |        |        |        |        |        |        |

## Persönlichkeiten
- Daniel Xuereb (* 1959), Fußballspieler